# کاملی گویتی
کاملی گویتی (به انگلیسی: Camille Guaty) (زاده ۲۸ ژوئن ۱۹۷۸) بازیگر آمریکایی است.
از فیلم‌های معروف او می‌توان به فیلم ارواح دوست دخترهای سابق و رفتار بی‌‌فایده و احمقانه اشاره کرد.